# شون مالون
شون مالون (بالإنجليزية: Sean Malone)‏ هو لاعب هوكي الجليد أمريكي، ولد في 30 أبريل 1995 في بوفالو في الولايات المتحدة.

## وصلات خارجية
- شون مالون على موقع دوري الهوكي الوطني (الإنجليزية)
- شون مالون على موقع EliteProspects.com (الإنجليزية)
- شون مالون على موقع HockeyDB.com (الإنجليزية)
- شون مالون على موقع Hockey-Reference.com (الإنجليزية)